# گژبینگسکو

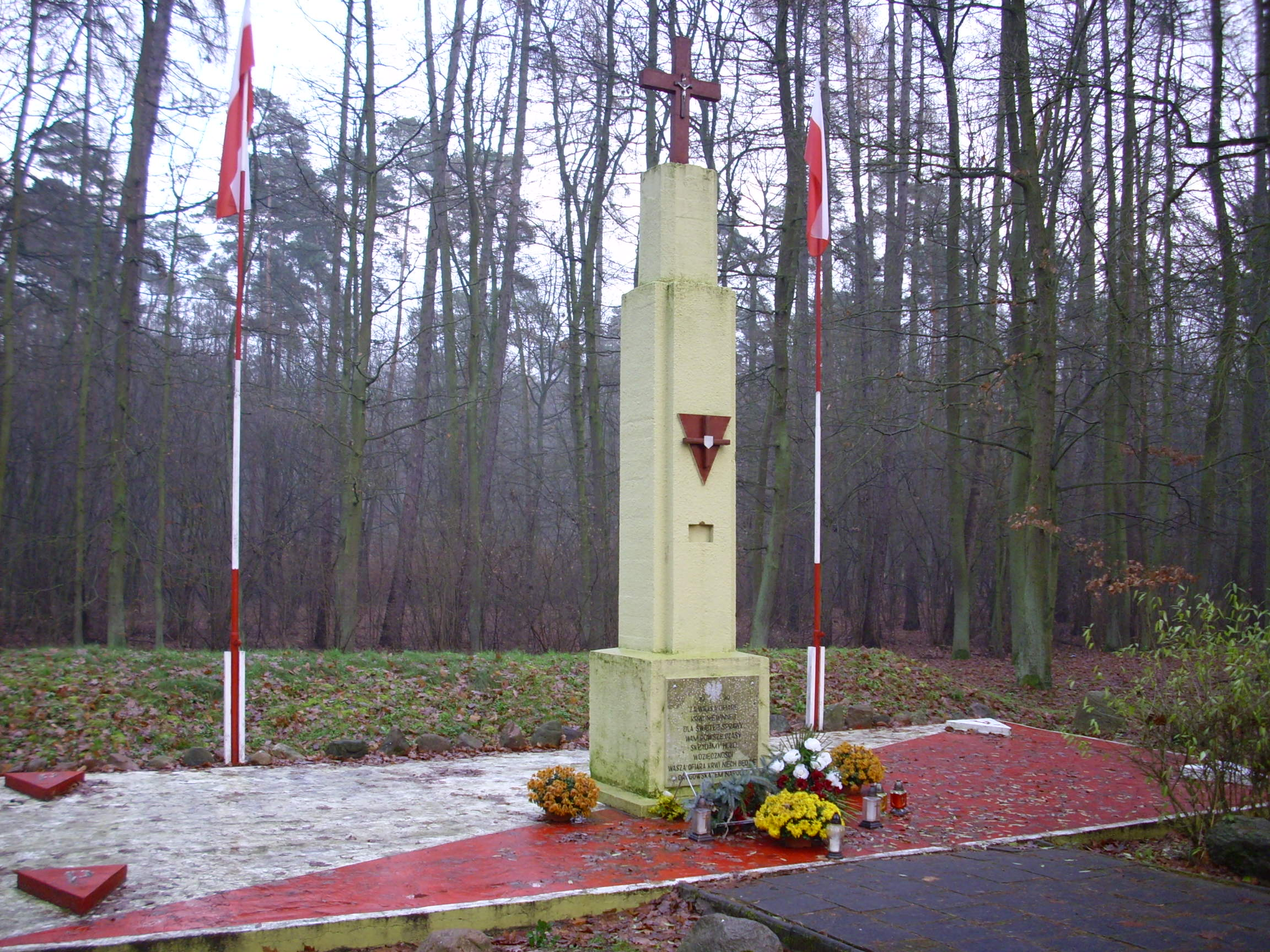
گژبینگسکو روستایی در لهستان

گژبینگسکو (به لهستانی:  Grzebienisko) یک روستا در لهستان است که در گمینا دوشنگکی واقع شده‌است.
 گژبینگسکو  ۷۱۶ نفر جمعیت دارد.